# Adam Ferguson
Adam Ferguson (Logierait, Perthshire, 20 de juny de 1723 - Saint Andrews, 22 de febrer de 1816) fou un filòsof, científic social i historiador de la Il·lustració escocesa. Se'l considera el pare de la sociologia moderna.
Va rebre els primers ensenyaments en l'escola parroquial de Logierait i l'escola de gramàtica de Perth. Posteriorment, Ferguson va fer estudis a la Universitat d'Edimburg i la Universitat de St Andrews. El 1745, a causa dels seus coneixements de llengua gaèlica, va obtenir el nomenament com a capellà adjunt del 43è (després del 42è) Regiment (el rellotge Negre), encara que no havia completat els necessaris sis anys d'estudis teològics.
Després de residir a Leipzig per un temps, va tornar a Edimburg, on el gener de 1757 va succeir David Hume com a bibliotecari de la Facultat de Dret (vegeu la Biblioteca dels defensors), però aviat va renunciar a aquest càrrec per esdevenir tutor de la família del comte de Bute. En 1759, Ferguson es va convertir en professor de filosofia natural a la Universitat d'Edimburg, i el 1764 va ser traslladat a la càtedra de filosofia mental i de la de "filosofia moral".

## Ètica
En el seu sistema ètic, Ferguson tracta els humans com a éssers socials i, com a creient en el progrés de l'espècie humana, posa el principi de l'aprovació moral al servei de la consecució de la perfecció. Amb aquest principi, Ferguson intenta reconciliar els sistemes morals dels filòsofs britànics Thomas Hobbes, David Hume, Francis Hutcheson i Adam Smith. Seguint Thomas Hobbes i David Hume, admet el poder de l'interès propi o utilitat, i fa que aquest principi entri en la filosofia moral com la llei de l'autoconservació. D'altra banda, combina la teoria de Francis Hutcheson de la benvolença universal i la idea de la simpatia mútua d'Adam Smith (ara dita empatia) en una llei moral social. Això no obstant, ja que aquestes lleis apareixen més com el mitjà que com el fi del destí humà, en el pensament ètic de Ferguson romanen subordinades a una finalitat suprema, que és la suprema finalitat de la perfecció.

## Obres principals
- (1756) Reflections Previous to the Establishment of a Militia

- (1767) An Essay on the History of Civil Society. Reimprès el 1995 per Transaction Publishers, una editorial de Londres

- (1769) Institutes of Moral Philosophy

- (1783) The History of the Progress and Termination of the Roman Republic

- (1792) Principles of Moral and Political Science; que recull principalment una retrospectiva de conferències lliurades a la Universitat d'Edimburg